# Корнев, Абрам Ноевич
Абрам Ноевич Ко́рнев (1907—1951) — советский горный инженер по геолого-разведочной специальности. Лауреат Сталинской премии второй степени (1943).

## Биография
Родился 8 (21) июня 1907 года в Ставрополе.
Специалист по электроразведке по методу Schlumberger, добыче и переработке нефти.
В 1930 году окончил горный факультет Азербайджанского политехнического института.
С 1932 года преподавал в Азербайджанском индустриальном институте, геолого-разведочный факультет.
В 1934 году группой работников Азнефти, в которую входил Абрам Ноевич, было открыто морское месторождение в районе поселка Лок-Батан. В том же году А. Н. Корнев руководил полевой партией Прикуринской низменности.
До середины 1930-х годов работал в Азербайджане, Средней Азии в полевых электроразведочных партиях.
С середины 1930-х годов занимал различные руководящие должности в тресте «Азнефтеразведка», Баку (главный геолог треста с 1939 года).
Автор многих научных трудов («Итоги полевой электроразведки в 1932 г.», «Полевая электроразведка на нефть в Азербайджане» и пр.)
Кандидат геолого-минералогических наук (Кандидатская диссертация «ТЕКТОНИКА юго-восточной части Кура-Араксинской низменности» Кура-Араксинская низменность), 1948.
Умер 21 октября 1951 года в Баку.
Во время Великой Отечественной войны участвовал в обеспечении нефтепродуктами РККА, промышленности и сельского хозяйства. 

## Награды и премии
- Сталинская премия второй степени (1943) — за исследование и освоение новых нефтеносных месторождений (совместно с А. А. Али-Заде, В. С. Мелик-Пашаевым, Е. Я. Дмитриевым, Г. П. Ованесовым).
- орден «Знак Почёта» (1944)
- орден Трудового Красного Знамени (1944)
- медаль «За оборону Кавказа» (1944)
- медаль «За доблестный труд в Великой Отечественной войне 1941—1945 гг.»

## Семья
- супруга — Мартынова Валентина Сергеевна, экономист
- сын — Корнев Валентин Абрамович, геофизик

В Баку семья Корневых проживала на улице Мясникова, д. 10.

Корнев А.Н., первый слева в верхнем ряду, с товарищами
Мартынова Валентина Сергеевна